# Pietrastornina
Pietrastornina là một đô thị (comune) thuộc tỉnh Avenllino trong vùng Campania của Ý. Pietrastornina có diện tích 15 km2, dân số là 1573 người (thời điểm ngày 1 tháng 5 năm 2009).